# Нижнекамское водохранилище
Нижнека́мское водохрани́лище (тат. Түбән Кама сусаклагычы, баш. Түбәнге Кама һыуһаҡлағысы) — русловое водохранилище равнинного типа на реке Кама, создано в 1978—1979 гг. в верхнем бьефе Нижнекамской ГЭС на территории Татарстана, Башкортостана, Удмуртии, затопив значительные участки в долинах рек Ик, Белая, Иж.

## История создания
Заполнение водохранилища началось в ноябре 1978 г. В мае 1979 г. уровень воды доведён до промежуточной отметки 62,0 м над уровнем моря (проектная отметка 68,0 м). С 2002 года уровень воды был увеличен до отметки 63,3 м.

## Характеристики

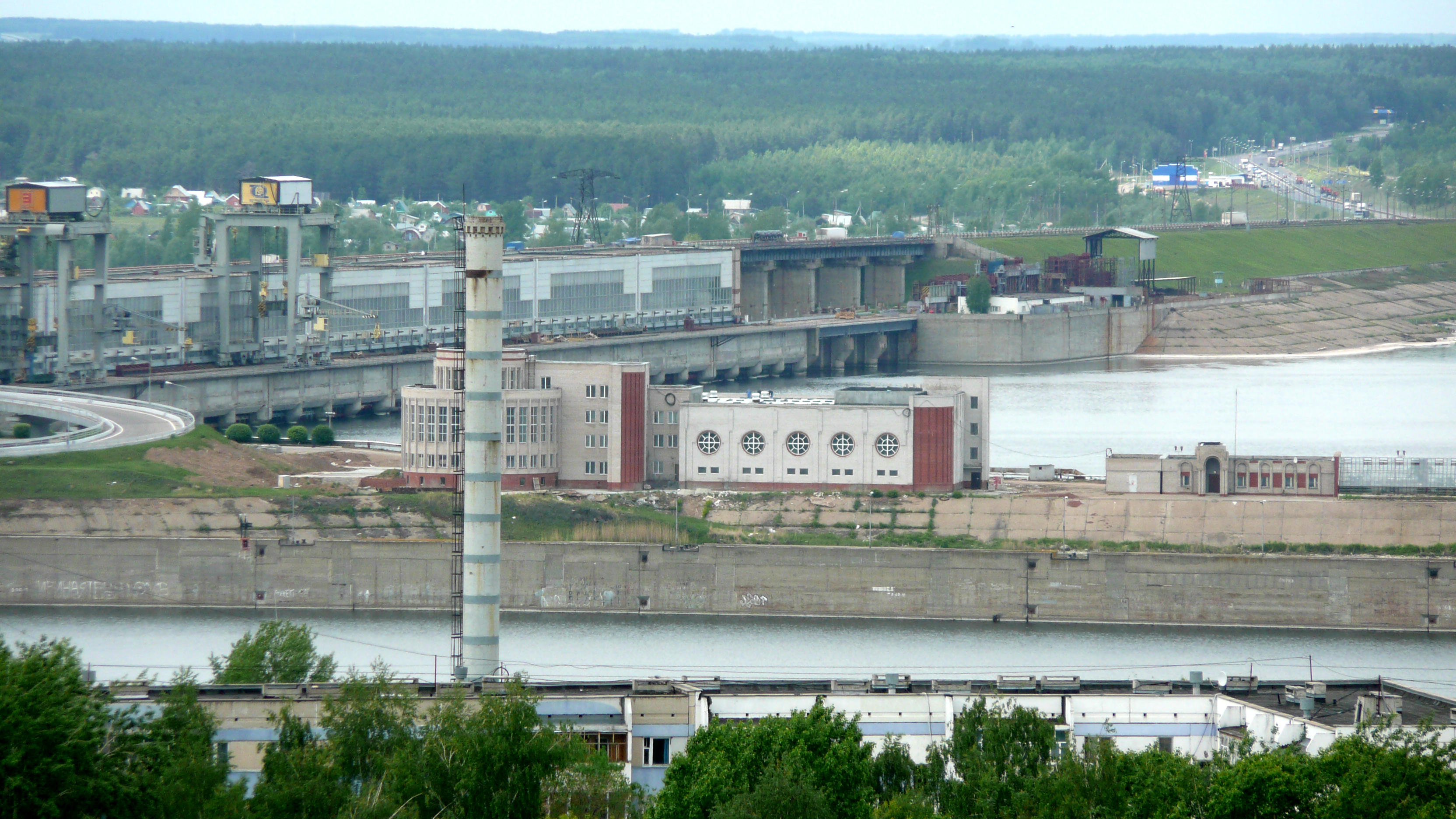
Нижнекамская ГЭС в городе Набережные Челны.

Полный объём водохранилища при существующем уровне составляет 4,21 км³, полезный объём - 0,77 км³, площадь водного зеркала — 1370 км². 
Средняя глубина — 3,3 м, наибольшая — 20 м. Мелководья с глубинами до 2 м занимают 49,8 % площади водохранилища.
Максимальная ширина — 20 км (ниже устья реки Иж). Длина составляет 185 км по реке Кама и 157 по реке Белая.
Площадь водосбора составляет 366 тысяч км².

### Гидрология
Питание рек, впадающих в водохранилище, в основном снегового типа, с явным весенним половодьем в апреле-мае. На берегах водохранилища расположено четыре водомерных поста, принадлежащих ГУ «УГМС РТ», в сёлах Красный Бор, Ижёвка, городах Менделеевск и Набережные Челны.

### Водный баланс
Объём суммарного стока воды существенно различается по годам в зависимости от заснеженности зимы и засушливости лета. Из среднегодового притока воды 61 % поступает из верхнего течения Камы, 31 % из Белой, 8 % из других рек.
Годовые потери на испарение составляют 0,50 % годового притока, 0,15 % тратится на забор воды.

### Рыбные ресурсы
В водохранилище обитает 39 видов рыб (лещ, плотва, густера, щука, судак, синец, красноперка, окунь, сом, сазан, линь, берш, стерлядь, жерех, налим, чехонь, карась, белоглазка, тюлька, язь, уклея, толстолобик и др., в том числе фитофильные и осетровые виды).

## Дискуссии о повышении уровня водохранилища
Существуют предложения повышения уровня воды до проектной отметки. Аргументами в пользу этого является неполное использование оборудования Нижнекамской ГЭС (34 процента от проектного) и необходимость предотвращения дальнейшего разрушения берегов, вызванного оползнями и абразией.

## Хозяйственное использование
Водохранилище используется для судоходства. Действуют паромные переправы через акваторию.